# Großsteingräber bei Nehmten
Die Großsteingräber bei Nehmten sind eine Gruppe von sieben megalithischen Grabanlagen der jungsteinzeitlichen Trichterbecherkultur bei Nehmten im Kreis Plön in Schleswig-Holstein. Sie tragen die Sprockhoff-Nummern 221–227.

## Lage
Die Gräber liegen westlich des Guts Nehmten und bilden zwei Untergruppen. Die Gräber 1–3 liegen südlich des Ortsteils Sande an der Straße nach Bredenbek. Grab 2 liegt 90 m südöstlich und Grab 3 150 m nordöstlich von Grab 1. Die anderen Gräber liegen nördlich von Sande und 800 m nördlich der ersten Gruppe. Grab 4 ist das südlichste. Grab 5 liegt 70 m nordöstlich und Grab 6 330 m westnordwestlich von diesem. Weitere 200 m nordwestlich liegt Grab 7.
| Grab   | Spr.-Nr. |
| ------ | -------- |
| Grab 1 | 221      |
| Grab 2 | 222      |
| Grab 3 | 223      |
| Grab 4 | 225      |
| Grab 5 | 224      |
| Grab 6 | 226      |
| Grab 7 | 227      |

## Beschreibung

### Grab 1
Diese Anlage besitzt ein nordost-südwestlich orientiertes Hünenbett mit einer Länge von mindestens 70 m und einer Breite von 5,5 m im Nordosten und 7,5 m im Südwesten. Von der Umfassung sind zahlreiche Steine an den Langseiten erhalten. Die meisten Steine stehen allerdings nicht mehr in situ und die südöstliche Langseite weist größere Lücken auf als die nordwestliche. Eine Grube am südwestlichen Ende des Betts markiert den Standort der zerstörten Grabkammer. Aufgrund der geringen Größe der Grube dürfte es sich um einen Dolmen gehandelt haben.

### Grab 2
Diese Anlage besitzt ein nord-südlich orientiertes, leicht trapezförmiges Hünenbett mit einer Länge von über 40 m und einer Breite von 6,5 m. Von der Umfassung waren bei Sprockhoffs Aufnahme im Jahr 1933 noch 19 Steine an der östlichen und 11 an der westlichen Langseite erhalten. Mittlerweile sind nur noch einige Steine der Westseite erhalten, die Steine der Ostseite fehlen vollständig. Eine Grabkammer ist nicht erkennbar.

### Grab 3
Diese schlecht erhaltene Anlage besitzt ein nordost-südwestlich orientiertes rechteckiges Hünenbett mit einer Länge von über 50 m und einer Breite von 5 m. Von der Umfassung sind nur noch Reste erhalten. Etwa in der Mitte des Betts befindet sich eine Grabkammer. Es handelt sich um einen erweiterten Dolmen, von dem noch die beiden Wandsteine der nordöstlichen und einer der südwestlichen Langseite sowie der nordwestliche Abschlussstein erhalten sind. Der südöstliche Abschlussstein, der angrenzende Wandstein der Südwestseite und die Decksteine fehlen. Nach Sprockhoff könnte sich im Nordostteil des Betts eine weitere Grabkammer befunden haben. Möglicherweise handelte es sich auch nicht um ein, sondern um zwei direkt benachbarte Hünenbetten.

### Grab 4
Diese Anlage besitzt eine ost-westlich orientierte Hügelschüttung mit einer Länge von 12 m und einer Breite von 9 m. Darauf liegt ein Stein, der zahlreiche Schälchen aufweist. Es handelt sich vermutlich um einen Deckstein. Ansonsten ist von der Grabkammer nichts weiter erkennbar.

### Grab 5
Diese weitgehend zerstörte Anlage besitzt ein nordwest-südöstlich orientiertes Hünenbett mit einer Länge von 20 m. Die Breite lässt sich nicht bestimmen. Von der Umfassung sind noch sechs verschleppte Steine erhalten. Über die Grabkammer liegen keine Informationen vor.

### Grab 6
Von dieser Anlage ist nur noch eine ovale Hügelschüttung erhalten, auf der mehrere Steine liegen, die keine Rückschlüsse mehr auf das ursprüngliche Aussehen zulassen.

### Grab 7
Diese Anlage besitzt ein Hünenbett mit einer Länge von etwa 54 m und einer Breite von 9 m. Die Hügelschüttung hat noch eine Höhe von 1 m. Von der Umfassung sind noch an allen vier Seiten einzelne Steine erhalten. Eine Grabkammer ist nicht zu erkennen.